# Buffalo Trace
Buffalo Trace est une distillerie de whiskey située à Frankfort, dans le Kentucky.
Elle élabore un grand nombre de bourbons de différents types, distribués sous différentes marques (Ancient Age, Buffalo Trace, McAfee's Benchmark, Rock Hill Farms, W.L. Weller..), ainsi que de la vodka distribuée sous la marque Rain.

## Historique
La société affirme que la distillerie est la plus ancienne distillerie en activité aux États-Unis. Cependant, une autre distillerie ayant une étendue historique similaire est la distillerie Burks, désormais utilisée pour la production de Maker's Mark. Selon sa citation dans le registre des monuments historiques nationaux, les origines de la distillerie Burks remontent à 1805, et la distillerie Burks figure dans le Livre Guinness des records, en tant que plus ancienne distillerie en activité.
Les archives indiquent que la distillation a commencé sur le site qui est maintenant la distillerie Buffalo Trace en 1775 par Hancock Lee et son frère Willis Lee décédé en 1776. Le plus vieux bâtiment sur le site, la Riverside House, a été construit en 1792 par le Commodore Richard Taylor et est encore debout aujourd'hui. La première véritable distillerie a été construite en 1812 par Harrison Blanton.
En 1870, la distillerie a été rachetée par Edmund H. Taylor qui lui a donné son premier nom, la Old Fire Copper Distillery (OFC). Taylor a vendu la distillerie huit ans plus tard à George T. Stagg avec la distillerie Old Oscar Pepper Distillery. Cette seconde distillerie a été vendue dans l'année à James Graham dans le but d'agrandir la O.F.C. Distillery.
La distillerie est reconstruite en 1883 après un incendie dévastateur en 1882. En 1886, Stagg a installé le chauffage à la vapeur dans les entrepôts de stockage, ce qui en fit les premiers entrepôts à température contrôlée pour le vieillissement du whiskey des États-Unis.
La Frankfort Distillery est l'une des 6 distilleries autorisées à produire et embouteiller du whiskey médicinal (en)  pendant la période de la prohibition, décidée au niveau national le 28 janvier 1919, puis en vigueur à partir du 17 janvier 1920.
Elle est encore moins autorisée à produire du nouveau whiskey entre 1930 et 1933. En 1933, à la fin de la prohibition, il ne reste que 4 distilleries dans le Kentucky, capables de produire du whiskey, au lieu de 183 auparavant.
En 1972, Gary Gayheart est devenu le maître distillateur. Après sa retraite en 2005, il est remplacé par Harlen Wheatley.
En 2013, grâce à son riche passé historique d'intérêt national, la distillerie Buffalo Trace est nommée au National Historic Landmark,.
En octobre 2016, au cours de travaux de rénovation visant à convertir un bâtiment en un lieu de réunions et d'événements, les ouvriers ont découvert les fondations du bâtiment d'origine de la distillerie datant de 1873, ayant brûlé en 1882, ainsi que les restes des fermenteurs de cette même année. La fondation de la distillerie d'origine avait été laissée en place après l'incendie et un bâtiment de la distillerie avait été construit en remplacement. Le site est maintenant ouvert aux visiteurs de Buffalo Trace.
En 2023, la société annonce un investissement de 1,2 milliard de dollars pour doubler sa capacité de production.

## La marque
Il existe plusieurs types de whiskies commercialisés par Buffalo Trace :
- Ancient Age (Kentucky Straight Bourbon)
- Blanton's (Single Barrel Bourbon)
- Buffalo Trace (Kentucky Straight Bourbon)
- Eagle Rare (Single Barrel Bourbon)
- Elmer T. Lee (Single Barrel Bourbon)
- George T. Stagg (Kentucky Straight Bourbon)
- Hancock's President's Reserve (Kentucky Straight Bourbon)
- McAfee's Benchmark (Kentucky Straight Bourbon)
- Old Charter (Kentucky Straight Bourbon)
- Rock Hill Farms (Single Barrel Bourbon)
- Sazerac (Rye Whiskey)
- Thomas H. Handy (Rye Whiskey)
- Van Winkle (Wheated Bourbon)
- W.L. Weller (Wheated Bourbon)